# Labium petitorium
Labium petitorium är en stekelart som först beskrevs av Wilhelm Ferdinand Erichson 1842.  Labium petitorium ingår i släktet Labium och familjen brokparasitsteklar. Utöver nominatformen finns också underarten L. p. concolor.